# Acacia cerastes
Acacia cerastes é uma espécie de leguminosa do gênero Acacia, pertencente à família Fabaceae.